# Моховое (Первомайский район)
Моховое — упразднённый посёлок в Первомайском районе Тамбовской   области России. На момент упразднения входил в состав Чернышевского сельсовета.

## География
Урочище находится в северо-западной части Тамбовской области, в лесостепной зоне, в пределах Окско-Донской низменной равнины, на расстоянии примерно 11 километров (по прямой) к юго-западу от посёлка городского типа Первомайский, административного центра района. Абсолютная высота — 159 метров над уровнем моря.

### Климат
Климат умеренно континентальный, относительно сухой, с холодной продолжительной зимой и тёплым летом. Средняя температура воздуха самого холодного месяца (января) — −11,5 — −10,5 °C (абсолютный минимум — −39 °C); самого тёплого месяца (июля) — 19,5 — 20,5 °C (абсолютный максимум — 40 °С). Среднегодовое количество атмосферных осадков варьирует в пределах от 400 до 650 мм. Продолжительность залегания снежного покрова составляет в среднем 135 дней.

### История
Исключён из учётных данных в декабре 2018 года, как фактически прекративший своё существование.